# 스피드 (1994년 영화)
《스피드》(영어: Speed)는 키아누 리브스와 샌드라 불럭이 주연한 1994년 미국 액션 스릴러 영화이다. 얀 더본트 감독의 장편 영화 데뷔작이다.
3천만 달러 제작비로 3억 5천만 달러 수익을 내며 박스 오피스에서 크게 성공했고, 1994년 전체 흥행 5위를 차지하였다. 평론가들로부터도 좋은 반응을 얻었으며, 1995년 제67회 아카데미상 시상식에서 음악효과상과 음향편집상을 받았다. 스탠포드대 칩 히스 교수는 간결한 메시지 전달을 주제로 다룬 저서 '스틱!'에서 이 영화를 '버스판 다이하드'라고 요약한 바 있다.
샌드라 불럭이 그대로 주연으로 등장하지만 키아누 리브스는 하차한 속편 《스피드 2》(1997)로 이어진다.

## 줄거리
로스앤젤레스 경찰국 SWAT 폭탄 처리 전문 순경 잭과 해리는 폭탄 협박범 하워드가 300만 달러를 요구하며 승강기를 터트리겠다고 위협하는 현장에 투입되어 하워드를 저지한다.
며칠 뒤 대중 버스 한 대를 터트린 하워드는 잭에게 전화해 다른 버스에도 폭파 장치를 설치했다고 통보하며 370만 달러를 요구한다. 장치에는 운전사가 시간당 운행 속도 50 마일(80 km/h)을 넘기면 작동이 시작되고 이후 속도가 50 마일 이하로 떨어지면 그 즉시 터지는 조건이 걸려있다. 하워드는 만약 승객을 하차시킨다면 무선 조종으로 폭탄을 터트리겠다고 경고한다.
잭은 급히 버스를 따라잡아 탑승하지만 이미 운전사가 50 마일을 넘겨 장치가 가동된 상태. 게다가 승객 중 범죄자 하나가 잭이 자신을 잡으러왔다고 착각하여 총을 꺼냈다가 다른 승객에게 제압 당하는 과정에서 운전사를 맞춰 부상을 입힌다. 이에 과속으로 운전 면허를 취소 당한 승객 애니가 대신 운전대를 잡는데...

## 출연
- 키아누 리브스 - 잭 트래븐 순경 역
- 데니스 호퍼 - 하워드 페인 역
- 샌드라 불럭 - 애니 포터 역
- 조 모턴 - 허브 "맥" 맥맨 경위 역
- 제프 대니얼스 - 해리 템플 형사 역
- 앨런 럭 - 더그 스티븐스 역
- 글렌 플러머 - 모리스 역
- 베스 그랜트 - 헬렌 역
- 호손 제임스 - 샘 실버 역
- 카를로스 카라스코 - 오티즈 역
- 데이비드 크리글 - 테리 역
- 대니얼 비어리얼 - 레이 역
- 마거릿 머디나 - 로빈 순경 역
- 조던 런드 - 배궐 역
- 로버트 메일하우스 - 젊은 중역 역
- 패트릭 피슐러 - 밥, 중역 친구 역
- 패트릭 존 헐리 - CEO 역
- 수전 번스 - 여성 중역 역
- 리처드 라인백 - 노우드 경사 역
- 보 스타 - 경무총장 역
- 리처드 시프 - 기관사 역
- 존 캐퍼디치 - 밥, 버스 운전사 역
- 토머스 로잘레스 주니어 - 비니 역
- 샌디 마틴 - 바텐더 역

## 우리말 녹음
| KBS 성우진 (1997년 2월 9일) - 구자형 - 잭 트래븐(키아누 리브스) - 윤소라 - 애니 포터(샌드라 불럭) - 이완호 - 하워드 페인(데니스 호퍼) - 유해무 - 해리 템플(제프 대니얼스) - 장승길 - 맥맨 반장(조 모턴) - 문옥현 - 헬렌(베스 그랜트) - 유동현 - 경찰(리처드 라인백) / 방송 아나운서(앤토니오 모라) / CEO(패트릭 존 헐리) / 경찰 국장(보 스타) - 임성표 - 오티즈(카를로스 카라스코) / 밥(존 캐퍼디치) - 문관일 - 버스 운전사(호손 제임스) / 버스 승객(데이비드 크리글) - 송덕희 - 경찰(마거릿 머디나) - 홍승섭 - 빈스(토머스 로잘레스 주니어) / 버스 승객(대니얼 비어리얼) - 서민이 - 바텐더(샌디 마틴) / 버스 승객(메리루 림) / 도시 사람(제인 크롤리) / 방송 아나운서(패티 토이) - 성완경 - 스티븐스(앨런 럭) / 직원(로버트 메일하우스) - 오인성 - 흑인(글렌 플러머) / 직원(제임스 듀몬트) | SBS 성우진 (2005년 8월 27일) - 구자형 - 잭 트래븐(키아누 리브스) - 정미숙 - 애니 포터(샌드라 불럭) - 이완호 - 하워드 페인(데니스 호퍼) - 손원일 - 해리 템플(제프 대니얼스) - 권혁수 - 맥맨(조 모턴) - 최수민 - 버스 승객(메리루 림) / 방송 아나운서(패티 토이) - 기경옥 - 헬렌(베스 그랜트) / 바텐더(샌디 마틴) - 이연희 - 경찰(마거릿 머디나) - 오인성 - 스티븐스(앨런 럭) - 변종필 - 버스 승객(대니얼 비어리얼) / 직원(패트릭 피슐러) - 원호섭 - 경찰(리처드 라인백) / 버스 운전사(호손 제임스) / 경찰 국장(보 스타) / 직원(제임스 듀몬트) - 이상훈 - 흑인(글렌 플러머) / 버스 승객(데이비드 크리글) / 직원(로버트 메일하우스) - 이자옥 - 직원(수전 번스) / 도시 사람(제인 크롤리) - 시영준 - 오티즈(카를로스 카라스코) / 방송 아나운서(앤토니오 모라) / 직원(조던 런드) |  |

## 같이 보기
- 버스 657